# Natação nos Jogos Pan-Americanos de 2019 - 800 m livre feminino
As competições dos 800 metros livre feminino da natação nos Jogos Pan-Americanos de 2019 foram realizadas em 8 de agosto no Centro Aquático Nacional, em Lima, no Peru. 

## Calendário
Horário local (UTC-5).
| Data        | Horário | Fase  |
| ----------- | ------- | ----- |
| 8 de agosto | 12:03   | Final |

## Medalhistas
| Ouro   | ARG Delfina Pignatiello |
| Prata  | USA Mariah Denigan      |
| Bronze | BRA Viviane Jungblut    |

## Recordes
Antes desta competição, os recordes mundiais e pan-americanos da prova eram os seguintes:
| Tipo                             | Atleta             | Tempo   | Local          | Data                 |
| -------------------------------- | ------------------ | ------- | -------------- | -------------------- |
|                                  | USA Katie Ledecky  | 8m04s79 | Rio de Janeiro | 12 de agosto de 2016 |
| Recorde dos Jogos Pan-Americanos | USA Sierra Schmidt | 8m27s54 | Toronto        | 15 de julho de 2015  |

## Resultado final
A final foi realizada em 8 de agosto. 
| Pos.              | Bateria | Raia | Nadador                 | Nacionalidade                | Tempo   | Notas |
| ----------------- | ------- | ---- | ----------------------- | ---------------------------- | ------- | ----- |
| Medalha de ouro   | 2       | 5    | Delfina Pignatiello     | ARG Argentina                | 8:29.42 |       |
| Medalha de prata  | 2       | 4    | Mariah Denigan          | USA Estados Unidos           | 8:34.18 |       |
| Medalha de bronze | 2       | 2    | Viviane Jungblut        | BRA Brasil                   | 8:36.04 |       |
| 4                 | 2       | 3    | Kristel Köbrich         | CHI Chile                    | 8:37.22 |       |
| 5                 | 2       | 6    | Rebecca Mann            | USA Estados Unidos           | 8:38.25 |       |
| 6                 | 2       | 1    | Allyson Macías Alba     | MEX México                   | 8:43.32 |       |
| 7                 | 2       | 7    | Ana Marcela Cunha       | BRA Brasil                   | 8:48.33 |       |
| 8                 | 2       | 8    | Regina Caracas Ramírez  | MEX México                   | 8:51.90 |       |
| 9                 | 1       | 1    | María Álvarez           | COL Colômbia                 | 8:59.94 |       |
| 10                | 1       | 4    | María Bramont-Arias     | PER Peru                     | 9:04.18 |       |
| 11                | 1       | 3    | Michelle Jativa Revelo  | ECU Equador                  | 9:13.28 |       |
| 12                | 1       | 2    | Jada Chatoor            | TTO Trinidad e Tobago        | 9:22.79 |       |
| 13                | 1       | 6    | Jennifer Ramirez Posada | HON Honduras                 | 9:39.09 |       |
| 14                | 1       | 7    | Natalia Kuipers         | ISV Ilhas Virgens Americanas | 9:46.26 |       |
| 15                | 1       | 5    | Samantha Soriano        | PER Peru                     | DNS     |       |

Legenda
| Recorde mundial                  | Recorde mundial (World record)               |                       | Recorde africano                      | Recorde africano (African) |                                           | Q | Classificado por posição (Qualified) |
| Recorde dos Jogos Pan-Americanos | Recorde pan-americano (Pan-American record)  | Recorde da América    | Recorde da América (Americas)         | q                          | Classificado por melhor tempo (Qualified) |   |                                      |
| Melhor marca do ano              | Melhor marca do ano (World leading)          | Recorde asiático      | Recorde asiático (Asian)              | DNS                        | Não largou (Did not start)                |   |                                      |
| Recorde nacional                 | Recorde nacional (National record)           | Recorde europeu       | Recorde europeu (European)            | DNF                        | Não terminou (Did not finish)             |   |                                      |
| Recorde pessoal                  | Recorde pessoal do atleta (Personal best)    | Recorde da Oceania    | Recorde da Oceania (Oceania)          | DSQ / DQ                   | Desclassificado (Disqualified)            |   |                                      |
| Recorde da temporada             | Recorde da temporada do atleta (Season best) | Recorde sul-americano | Recorde sul-americano (South America) | NM                         | Sem marca (No mark)                       |   |                                      |